# Правовая имплементация
Имплемента́ция международного права (англ. implementation «осуществление, выполнение, практическая реализация») — фактическая реализация международных обязательств на внутригосударственном уровне, а также конкретный способ включения международно-правовых норм в национальную правовую систему.
Главное требование имплементации — строгое следование целям и содержанию международного установления.
Способами имплементации являются:
- инкорпорация;
- трансформация[англ.];
- общая, частная или конкретная отсылка.

При инкорпорации международно-правовые нормы без каких-либо изменений дословно воспроизводятся в законах имплементирующего государства.

При трансформации происходит определённая переработка норм соответствующего международного договора при перенесении их в национальное законодательство (обычно это происходит ввиду необходимости учёта национальных правовых традиций и стандартов юридической техники).

В случае общей, частной или конкретной отсылки международно-правовые нормы непосредственно не включаются в текст закона, в котором содержится лишь упоминание о них. Таким образом, при имплементации путём отсылки применение национальной правовой нормы становится невозможным без непосредственного обращения к первоисточнику — тексту соответствующего международного договора.